# Oostzaandam

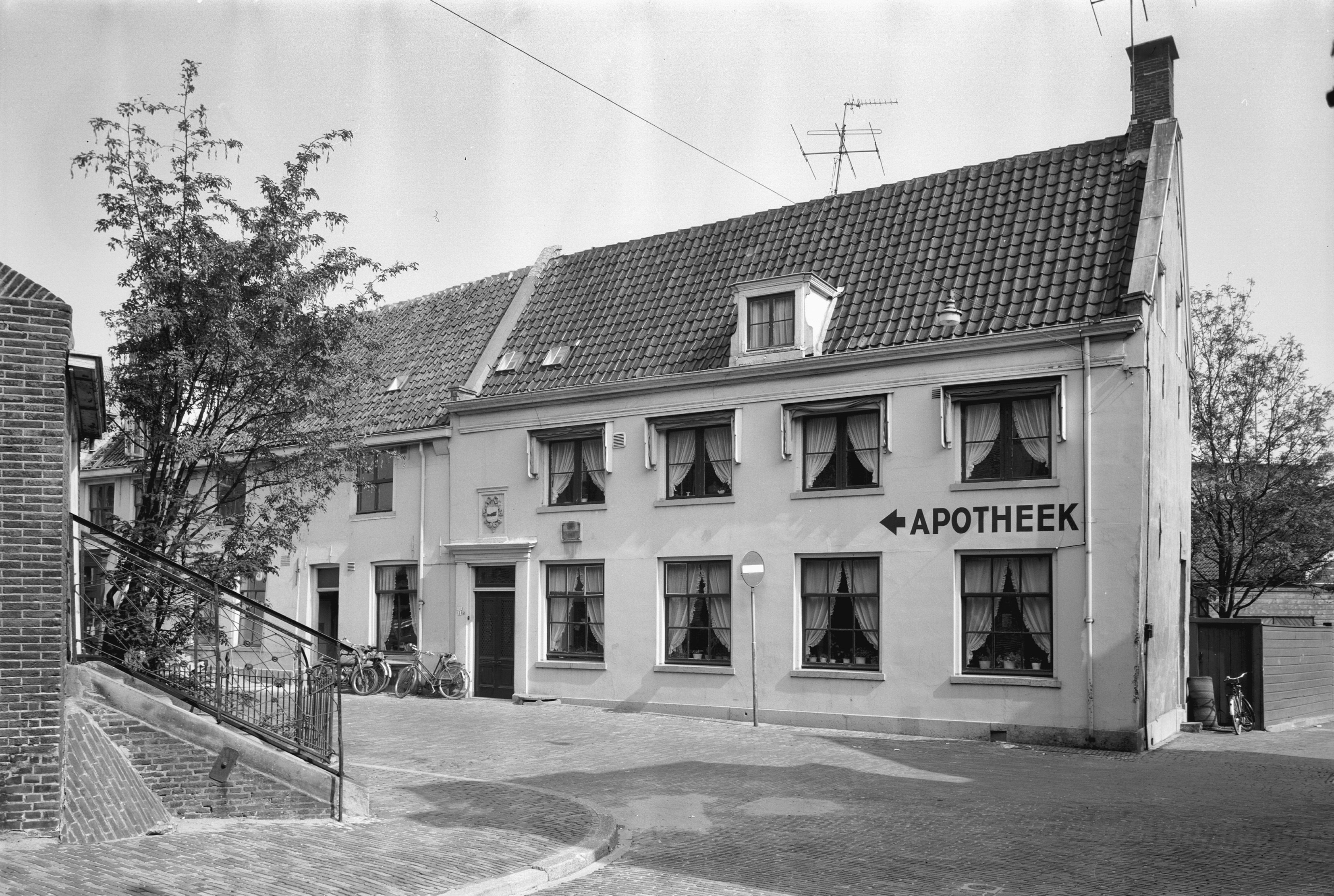
Het voormalig raadhuis van Oostzaandam

Oostzaandam was tot in de negentiende eeuw de benaming voor de bebouwing ten oosten van de Zaan nabij de Dam. Het gebied strekte zich uit van de oostelijke oever van de Zaan tot voorbij het einde van de Poel ofwel het Kalf. Aan de overzijde van de dam met sluizen lag het dorp Westzaandam.

## Geschiedenis
Oostzaandam behoorde tot de Banne van Oostzanen. Deze ambachtsheerlijkheid, bestaande uit Oostzaan, Oostzaandam en Haaldersbroek, werd in 1806 opgeheven. Tijdens de Franse Tijd in Nederland tussen 1795 en 1811 was het een zelfstandige municipaliteit onder burgerbestuur van maire Dirk Dekker.  Op 21 oktober 1811 werd een decreet uitgevaardigd waardoor per 1 januari 1812 Oost- en Westzaandam werden samengevoegd tot de gemeente Zaandam. Sinds 1974 valt het gebied onder de gemeente Zaanstad.
Het wapen van Oostzaandam is een in aanbouw zijnd houten schip, waarschijnlijk gekozen omdat de streek leefde van de scheepsbouw. Er bevonden zich in en rond het dorp diverse houtzaagmolens en scheepswerven.